# Otto Willmann

Otto Willmann
(1839–1920)

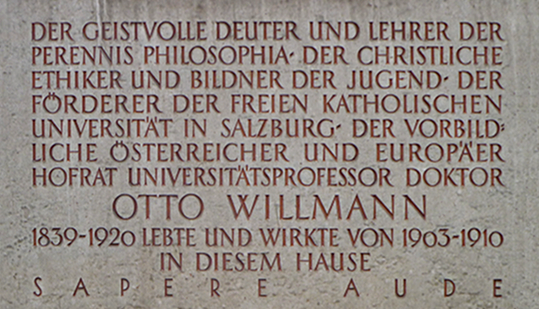
Gedenktafel für Otto Willmann in der Augustinerstraße 6a in Salzburg

Gustav Philipp Otto Willmann (* 24. April 1839 in Polnisch Lissa, damals Königreich Preußen; † 1. Juli 1920 in Leitmeritz) war ein deutscher katholischer Philosoph und Pädagoge.

## Leben
Er studierte in Breslau und Berlin Philologie sowie in Leipzig Pädagogik. Während seines Studiums wurde er 1857 Mitglied der Breslauer Burschenschaft der Raczeks. Von 1868 bis 1872 war er unter Friedrich Dittes am Pädagogium in Wien Leiter der Übungsschule.
Ab 1872 lehrte er an der Deutschen Universität Prag. Er war ein Vertreter der Positionen Johann Friedrich Herbarts. Willmann war vermutlich der bedeutendste Pädagoge des alten Österreich. Er bemühte sich um eine philosophische Begründung der Pädagogik. Sein Gesamtwerk hat enzyklopädische Ausmaße und behandelt Themen auch weit abseits der Pädagogik.
Bereits 1967 wurde eine Grundschule in Voerde nach Otto Willmann benannt.
1974 wurde die Otto-Willmann-Gasse in Wien-Favoriten nach ihm benannt. Er wurde 1887 Ehrenmitglied der KDStV Ferdinandea Prag im CV.
1973 wurde zu seinem Gedenken in Salzburg die Societas Litterarum Artiumque Ottonis Willmannis gegründet.
Willmann war mit Franziska Biller verheiratet, sie hatten vier Kinder. Seine 1872 geborene Tochter Charlotte heiratete den Verleger Hermann Herder.

## Werke

### Originalausgaben
- De figuris grammaticis, Berlin 1862
- Die Odyssee im erziehenden Unterricht, Leipzig 1868
- Pädagogische Vorträge, Leipzig 1868
- Lesebuch aus Homer, Leipzig 1889
- Lesebuch aus Herodot, Leipzig 1890
- Didaktik als Bildungslehre nach ihren Beziehungen zur Sozialforschung und zur Geschichte der Bildung. 2 Bände. Vieweg, Braunschweig 1882/89
- Geschichte des Idealismus. 3 Bände. Vieweg, Braunschweig 1894/96/97
- Philosophische Propädeutik für den Gymnasialunterricht und das Selbststudium
  - Erster Teil: Logik. Herder, Freiburg 1901
  - Zweiter Teil: Empirische Psychologie. Herder, Freiburg 1904
  - Dritter Teil: Historische Einführung in die Metaphysik. Herder, Freiburg 1914
- Aus Hörsaal und Schulstube. Gesammelte kleinere Schriften zur Erziehungs- und Unterrichtslehre. Herder, Freiburg 1904
- Aristoteles als Pädagog und Didaktiker. Reuther & Reichard, Berlin 1909
- Die wichtigsten philosophischen Fachausdrücke in historischer Anordnung. Kösel (Sammlung Kösel 28), Kempten/München 1909
- Der Lehrstand im Dienste des christlichen Volkes. Gesammelte Reden, Vorträge und Aufsätze. Kösel, Kempten/München 1910
- Aus der Werkstatt der Philosophia perennis. Gesammelte philosophische Schriften. Herder, Freiburg 1912

Postum erschienen:
- Die Wissenschaft vom Gesichtspunkte der katholischen Wahrheit. Bonifacius-Druckerei, Paderborn 1921
- Pythagoreische Erziehungsweisheit. Aus dem Nachlass hg. v. Wenzel Pohl. Herder, Freiburg 1922
- Kleine pädagogische Schriften. Besorgt von Joseph Antz und Eugen Schoelen. Schöningh, Paderborn 1959

### Werkausgabe
- Sämtliche Werke, hg. v. Heinrich und Marga Bitterlich-Willmann im Scientia-Verlag, Aalen 1967–1988, ISBN 3-511-03700-X
  - Band 1: 1857–1868. Aalen 1968, ISBN 3-511-03701-8
  - Band 2: 1868–1873. Aalen 1969, ISBN 3-511-03702-6
  - Band 3: 1873–1875. Aalen 1971, ISBN 3-511-03703-4
  - Band 4: 1875–1882. Aalen 1980, ISBN 3-511-03704-2
  - Band 5: Didaktik als Bildungslehre nach ihren Beziehungen zur Sozialforschung und zur Geschichte der Bildung. Band 1. Aalen 1988, ISBN 3-511-03705-0
  - Band 6: Didaktik als Bildungslehre nach ihren Beziehungen zur Sozialforschung und zur Geschichte der Bildung. Band 2. Aalen 1988, ISBN 3-511-03706-9
  - Band 7: 1882–1901. Aalen 1982, ISBN 3-511-03707-7
  - Band 8: Geschichte des Idealismus. Band 1: Vorgeschichte und Geschichte des antiken Idealismus. Aalen 1973, ISBN 3-511-03708-5. Digitalisate
  - Band 9: Geschichte des Idealismus. Band 2: Der Idealismus der Kirchenväter und der Realismus der Scholastiker. Aalen 1975, ISBN 3-511-03709-3
  - Band 10: Geschichte des Idealismus. Band 3: Der Idealismus der Neuzeit. Aalen 1979, ISBN 3-511-03710-7

Außerdem war Willmann Herausgeber bzw. Mitherausgeber verschiedener Zeitschriften, der pädagogischen Schriften von Herbart (2 Bände Leipzig 1873) und Theodor Waitz (Braunschweig 1898) sowie des fünfbändigen Lexikon der Pädagogik (Freiburg im Breisgau 1913–1917).